# Nombre legal (empresa)
El nombre legal de una empresa más conocido como firma de una empresa es el nombre bajo el que la empresa lleva a cabo sus operaciones. También se le conoce como razón social.
Es el nombre usado para efectos legales que además consta el tipo de firma mercantil (firma personal, emprendimiento, asociación civil, sociedad en nombre colectivo, sociedad en comandita, S.R.L., C.A./S.A., etc.), a más de poseer el registro de información fiscal (RIF).

## Reino Unido
En Reino Unido, las empresas que comercian bajo nombres distintos de los del propietario o de una persona jurídica, debe mostrar el nombre del propietario, y una dirección en la que los documentos pueden ser atendidos, o el nombre y número de registro del órgano corporativo y su dirección registrada. Los requisitos se aplican a los comerciantes y asociaciones, aunque sin embargo, hay disposiciones especiales para las grandes asociaciones donde enumerar todos sus asociados en los anuncios publicitarios sería algo oneroso. 
La información debe ser mostrada en cualquier comercio de los locales donde el público tenga acceso al establecimiento, así como en documentos tales como formularios de pedidos y recibos, y a partir de enero de 2007, los sitios web corporativos.
- Datos: Q113509698